# Olin Howland
Olin Howland (Denver, 10 februari 1886 - Hollywood, 20 september 1959) was een Amerikaans filmacteur die te zien was in meer dan 200 films tussen 1918 en 1958.

## Filmografie (selectie)
- Janice Meredith (1924)
- Treasure Island (1934)
- The Case of the Curious Bride (1935)
- The Case of the Velvet Claws (1936)
- The Adventures of Tom Sawyer (1938)
- The Girl of the Golden West (1938)
- The Shepherd of the Hills (1941)
- In Old California (1942)
- Dakota (1945)
- Angel and the Badman (1947)
- Them! (1954)
- The Blob (1958)